# Actinokentia
Genre
Classification phylogénétique
Espèces de rang inférieur
- Actinokentia huerlimannii
- Actinokentia divaricata

Actinokentia est un genre de palmiers, de la famille des Arecaceae. Il est originaire de Nouvelle-Calédonie.

## Classification
- Sous-famille des Arecoideae
  - Tribu des Areceae
    - Sous-tribu des Archontophoenicinae [2]

Le genre Actinokentia partage sa sous-tribu avec quatre autres genres : 
Actinorhytis, Archontophoenix, Chambeyronia, Kentiopsis.

## Espèces
- Actinokentia divaricata
- Actinokentia huerlimannii